# Luis Carlos Villegas
Luis Carlos Villegas Echeverri, né le 16 juin 1957 à Pereira, est un économiste, avocat et homme politique colombien. Il a occupé le poste de Ministre de la Défense nationale de 2015 à 2018 sous la présidence de Juan Manuel Santos.